# Homotyrosin
Homotyrosin ist eine nichtproteinogene Aminosäure und ein Analogon der proteinogenen Aminosäure Tyrosin.

## Isomere
Homotyrosin besitzt ein Stereozentrum, somit existieren zwei Enantiomere. Wenn in der wissenschaftlichen Literatur Homotyrosin ohne Präfix erwähnt wird, ist meist L-Homotyrosin gemeint. Dessen Enantiomer – also D-Homotyrosin – besitzt nur marginale Bedeutung.
| Isomere von Homotyrosin |                                 |                                 |
| Name                    | L-Homotyrosin                   | D-Homotyrosin                   |
| Andere Namen            | (+)-Homotyrosin (S)-Homotyrosin | (−)-Homotyrosin (R)-Homotyrosin |
| Strukturformel          |                                 |                                 |
| CAS-Nummer              | 221243-01-2                     | 749828-81-7                     |
| CAS-Nummer              | 185062-84-4 (unspez.)           |                                 |
| PubChem                 | 15160483                        | 40429052                        |
| PubChem                 | 4153395 (unspez.)               |                                 |
| Wikidata                | Q27155634                       | Q27259811                       |
| Wikidata                | Q27287572 (unspez.)             |                                 |

## Eigenschaften
L-Homotyrosin wird von der Blaualge Planktothrix rubescens gebildet und durch nichtribosomale Peptidsynthetasen in zwei Microcystine (MC-Hty Y und MC-HtyHty) eingebaut. Daneben wird es von Anabaena sp. 66 gebildet und in Microcystine eingebaut ([Dha7]-Microcystin-HtyR, [D-Asp3,Dha7]-Microcystin-HtyR und [L-Ser7]Microcystin-HtyR). Zudem kommt es in den fungiziden Stoffen Echinocandin B und Pneumocandin B0 vor.
L-Homotyrosin wird als Analogon von Tyrosin in der Peptidsynthese verwendet.